# Cueva de Néstor
La cueva de Néstor es una caverna en Grecia, que se encuentra en la roca donde se construyó el antiguo castillo de Navarino (también denominado como Paliokastro), en el extremo suroeste de Voidokiliá, en Mesenia.
La cueva de Néstor tiene una profundidad de unos 50 m y una altura de unos 20 m. La cueva en sí tiene una historia mítica, que se cree que pertenece a Néstor, hijo de Neleo y rey de Pilos que es mencionado en la Ilíada. De acuerdo a otro mito, en esta cueva es donde supuestamente Hermes escondió 50 bueyes robados de su hermano, Apolo. Hoy, la cueva está llena de estalactitas, murciélagos y una pequeña piscina natural. En la cima de la formación rocosa en que se ubica la cueva de Néstor, donde se construyó el antiguo castillo, ofrece una vista única del área de Pilos, incluyendo la laguna de Yálova y la bahía de Navarino.